# Stazione di Dobbiaco
Stazione di Dobbiaco vasútállomás Olaszországban, Trentino-Alto Adige régióban, Dobbiaco településen.

## Vasútvonalak
Az állomást az alábbi vasútvonalak érintik:
- Puster-völgyi vasútvonal

## Kapcsolódó állomások
A vasútállomáshoz az alábbi állomások vannak a legközelebb: 
- Stazione di Villabassa-Braies-Val di Braies
- Stazione di San Candido